# Marie-Catherine de Senecey
Marie-Catherine de Senecey, född de La Rochefoucauld 1588, död 1677, var en fransk hovfunktionär. Hon var Guvernant till Frankrikes barn och som sådan guvernant till kung Ludvig XIII av Frankrikes barn. 

## Biografi
Marie-Catherine de Senecey var dotter till Jean Louis de La Rochefoucauld, greve de Randan. Hon gifte sig 1607 med Henri de Bauffremont, markis de Senecey (1577–1622), och var därefter känd som markisinnan de Senecey.

### Hovtjänst
Hon efterträdde Antoinette d'Albert de Luynes som dame d'atour 1626. Redan senare samma år befordrades hon då hon ersatte Charlotte de Lannoy  som Première dame d'honneur, och Madeleine du Fargis fick då hennes gamla tjänst.
Hon var Première dame d'honneur från 1626 till 1638. Hon var lojal mot drottningen i konflikten mellan denna och kardinal Richelieu. Hon avskedades av kungen 1638 för bristande lojalitet mot Richelieu och för att hon hade uppmuntrat kungens favorit Louise de La Fayette att gå i kloster. Hon ersattes av Catherine de Brassac, som var lojal mot kungen och kardinalen.
När drottningen år 1643 blev regent återkallades hon till hovet, och utnämndes då till kunglig guvernant för den då minderåriga kung Ludvig XIV. Kungen fick vid åtta års ålder 1646 lämna hennes vård och överlämnas till manliga vårdare, vilket avslutade hennes tjänst som guvernant. Ludvig XIV utnämnde henne år 1661 till hertiginna av Randan som tack för hennes insats.